# Elecciones regionales de la Región Inka de 1990
Las Elecciones regionales de la Región Inka de 1990 fueron parte de las elecciones regionales del Perú de 1990 dentro del marco Primera iniciativa de Regionalización, entre los años 1988 y 1992, durante el gobierno del Presidente Alan García Pérez. En estas elecciones se eligieron, por primera vez, 10 representantes a la Asamblea Regional de la Región Inka que estuvo integrada por las provincias de los actuales departamentos de Apurímac (con excepción de las de Andahuaylas y Chincheros que formaaban parte de la Región Los Libertadores-Wari), Cusco y Madre de Dios. Las elecciones se llevaron a cabo el 8 de abril de 1990 de forma paralela a las elecciones generales de Perú de 1990. El partido Izquierda Unida obtuvo la mayor votación y el mismo número de representantes que el segundo, el Partido Aprista Peruano.
Estas fueron las únicas elecciones de su tipo ya que el proceso de regionalización iniciado fue luego dejado de lado durante el gobierno de Alberto Fujimori.

## Resultados oficiales
Los resultados oficiales al 100 % de actas procesadas son los siguientes:
|  | 18.357 % |

|  | 30.292 % |

|  | 14.505 % |

|  | 23.935 % |

|  | 11.940 % |

|  | 19.704 % |

|  | 7.143 % |

|  | 11.788 % |

|  | 5.109 % |

|  | 8.431 % |

|  | 1.589 % |

|  | 2.623 % |

|  | 1.209 % |

|  | 1.996 % |

|  | 0.746 % |

|  | 1.231 % |

## Asamblea Regional de la Región Inka
La Asamblea Regional para el periodo 1990-1995 estuvo conformada por 10 representantes:

### Izquierda Unida
Total: 3 representantes
- Adolfo Antonio Saloma Gonzáles
- Carlos Antonio Barrenechea Lercari
- Cosme Belisario Ccoa Zárate

### Partido Aprista Peruano
Total: 3 representantes
- Theo Paredes Yépez
- Eduardo Guevara Cámara
- Mario Guillermo Holgado Callañaupa

### FREDEMO
Total: 2 representantes
- Roberto Valentín Durand López
- Armando Villanueva Mercado

### Izquierda Socialista
Total: 1 representante
- Walter Angulo Mera

### FRENATRACA
Total: 1 representante
- Abel Gregorio Arroyo Morales